# Kåre Fasting
Kåre Fasting, född 14 augusti 1907 i Østre Aker, död 4 februari 1983 i Oslo, var en norsk författare.
Kåre Fasting, som 1929–1942 var medarbetare i Bergens Tidende, där han skrev om teater och litteratur, och från 1945 verkade som chefredaktör för venstretidningen Nidaros i Trondheim, gjorde sig känd genom tre på bokmål skrivna, livfulla romaner ur bergensiskt medelklassliv, som bildar en trilogi: Havet gav (1935, svensk översättning 1936), som skildrade fiskare och fiskhandlares liv, Solen blinker i sladrespeilene (1936, svensk översättning 1937), som handlar om bergensiska köpmän med en inträngande psykologisk analys av en ung man med konstnärsanlag, som blir grosshandlare i fisk, och Det gode kjøbmannskap (1937, svensk översättning I kamp mot trusten, 1938), som handlar om dennes strid mot en fiskkonservtrust. Jakob og sønnene hans (1938) skildrar människoöden från ett fattigt samhälle på norska västkusten och Det dyre gull (1947) är en släktroman. Fasting deltog aktivt i motståndet mot tyskarna i Norge under andra världskriget och levde en tid som flykting i Sverige.